# Драко Малфой
Драко Малфой е герой от поредицата Хари Потър на Дж. К. Роулинг. Той е чистокръвен магьосник, разпределен в „Слидерин“, както всички в неговия род. Баща му и майка му – Луциус и Нарциса Малфой, са смъртожадни (привърженици на Волдемор). По време на шестата си година в „Хогуортс“ самият Драко изпълнява задача, дадена му от Волдемор. Той е любимецът на проф. Сивиръс Снейп от всички слидеринци.
От самото начало, Драко се очертава като съперник и противник на Хари Потър, след като му предлага да станат приятели, но Хари отказва. Семейството му е богато и Хари го счита за разглезен, арогантен и нагъл
. Драко често се подиграва на Рон Уизли за лошото финансово положение на семейството му. Той се отнася с презрение към Хърмаяни Грейнджър, защото е с мъгълска (не-магическа) кръв. Според Драко и семейството му магическото обучение трябва да е запазено само за чистокръвните магьоснически семейства, както мисли и самият Салазар Слидерин.
Негови приятели през втората година са Краб и Гойл. За да разберат повече за наследника на Слидерин, Роналд Уизли и Хари Потър пият многоликова отвара и добиват образа на Краб и Гойл. Драко Малфой им разказва много важни за Слидерин неща. От втората книга Драко става търсач в отбора по куидич на Слидерин, след като баща му купува на целия отбор нови метли „Нимбус 2001“. По време на битката за Хогуортс в седмата книга Драко, Краб и Гойл се опитват да вземат хоркрукса, скрит в диадемата на Рейвънклоу и да го занесат на Волдемор. Но Краб измагьосва пъклоогън, който не може да загаси, и унищожава диадемата, като и той самият умира, а Хари, Рон, Хърмаяни, Драко и Гойл едвам успяват да се спасят. Драко излиза със слидеринката Панси Паркинсън. Но в седмата книга става ясно, че се жени за Астория Грийнграс, по-малката сестра на Дафни Грийнграс, и имат един син Скорпиус Хиперион.
Външно Драко прилича много на баща си. Той е висок, блед,глупав със светлоруса коса и сиви очи. Роден е на 5 юни 1980.
Във филмите от поредицата „Хари Потър“ ролята на Драко Малфой се изпълнява от Том Фелтън.